# Karishma Sharma
Karishma Lala Sharma est une actrice et mannequin indienne connue pour avoir interprété Ragini dans Ragini MMS: Returns, Aaina dans Ujda Chaman, Tina dans Pyaar Ka Punchnama 2 et Isha dans Hum - I'm Because of Us,, . 

## Filmographie

### Cinéma
| Année | Film                 | Rôle                     |
| ----- | -------------------- | ------------------------ |
| 2015  | Pyaar Ka Punchnama 2 | Teena                    |
| 2018  | Hôtel Milan          | Shaheen                  |
| 2019  | Fastey Fasaatey      | Anisha                   |
| 2019  | Super 30             | Numéro d'article "Paisa" |
| 2019  | Ujda Chaman          | Aaina                    |

### Série Web
| Année | Titre                         | Rôle                | Plate-forme        | Réf.  |
| ----- | ----------------------------- | ------------------- | ------------------ | ----- |
| 2016  | Vie Sahi Hai                  | La femme de chambre | YouTube / Zee5     |       |
| 2017  | Ragini MMS: retours           | Ragini              | Alt Balaji         | [ 4 ] |
| 2018  | Hum - je suis à cause de nous | Isha Kapoor         | Alt Balaji         | [ 5 ] |
| 2019  | Fixerr                        | Aahana Khurrana     | Alt Balaji et ZEE5 | [ 6 ] |

### Télévision
| Année | Spectacle                                  | Rôle                           | Canal           |
| ----- | ------------------------------------------ | ------------------------------ | --------------- |
| 2013  | Pavitra Rishta                             | Pia Arjun Kirloskar            | Zee TV          |
| 2014  | MTV Webbed                                 | Ishika                         | MTV Inde        |
| 2014  | Fichiers de peur: Darr Ki Sacchi Tasvirein |                                | Zee TV          |
| 2014  | Pyaar Tune Kya Kiya                        | Suheena                        | Zing            |
| 2014  | Ye Hai Mohabbatein                         | Raina                          | Star Plus       |
| 2014  | L'amour par hasard                         | Prachi                         | Bindass         |
| 2015  | Aahat (Saison 6)                           | Sonia (rôle épisodique)        | Téléviseur Sony |
| 2015  | Twist Wala Love: Fairy Tale Remixed        |                                | Channel V Inde  |
| 2016  | Silsila Pyar Ka                            | Munmun                         | Star Plus       |
| 2017  | Pyaar Tune Kya Kiya                        | Avni                           | Zing            |
| 2018  | Cirque comique                             | Se                             | Téléviseur Sony |
| 2019  | Le spectacle de Kapil Sharma               | Rôle - Client (Saison 2 Ep 36) | Téléviseur Sony |

### Vidéos musicales
| Année | Chanson         | Chanteur       | Référence |
| ----- | --------------- | -------------- | --------- |
| 2018  | Tera Ghata      | Gajendra Verma | [ 8 ]     |
| 2019  | Neendein        | Sonal Pradhan  | [ 9 ]     |
| 2019  | Kaash Aisa Hota | Darshan Raval  | [ 10 ]    |
| 2019  | Kanta Bai       | Tony Kakkar    | [ 11 ]    |